# Eysarcorini
Tribu
Les Eysarcorini sont une tribu d'insectes du sous-ordre des hétéroptères (punaises).

## Classification
La tribu des Eysarcorini est créée en 1866 par Étienne Mulsant & Claudius Rey,.

## Liste des genres
Selon BioLib en 2023, le nombre de genres inclus est de dix-sept :
- Adria Stål, 1876
- Aspavia Stål, 1865
- Cachaniellus Rider, 2007
- Carbula Stål, 1864
- Corisseura Cachan, 1952
- Cratonotus Distant, 1879
- Durmia Stål, 1865
- Dymantiscus Hsiao, 1981
- Empiesta Linnavuori, 1982
- Eysarcoris Hahn, 1834
- Hermolaus Distant, 1902
- Mulungua Linnavuori, 1982
- Pseudolerida Schouteden, 1958
- Sepontia Stål, 1865
- Sepontiella Miyamoto, 1990
- Spermatodes  Bergroth, 1914
- Stagonomus Gorski, 1852

### Publication originale
- [1866] Étienne Mulsant et Claudius Rey, « Histoire naturelle des punaises de France, deuxième tribu, les Pentatomides (suite). », Annales de la Société Linnéenne de Lyon, vol. 14,‎ 1866, p. 1-288 (lire en ligne). .